# Renmark
Renmark (4 339 habitants) est une ville sur les rives du fleuve Murray en Australie-Méridionale à 254 km au nord-est d'Adélaïde, la capitale de l'État, sur la Sturt Highway.
Le nom de la ville est d'origine aborigène et signifierait « boue rouge » en langue Naralte

## Galerie

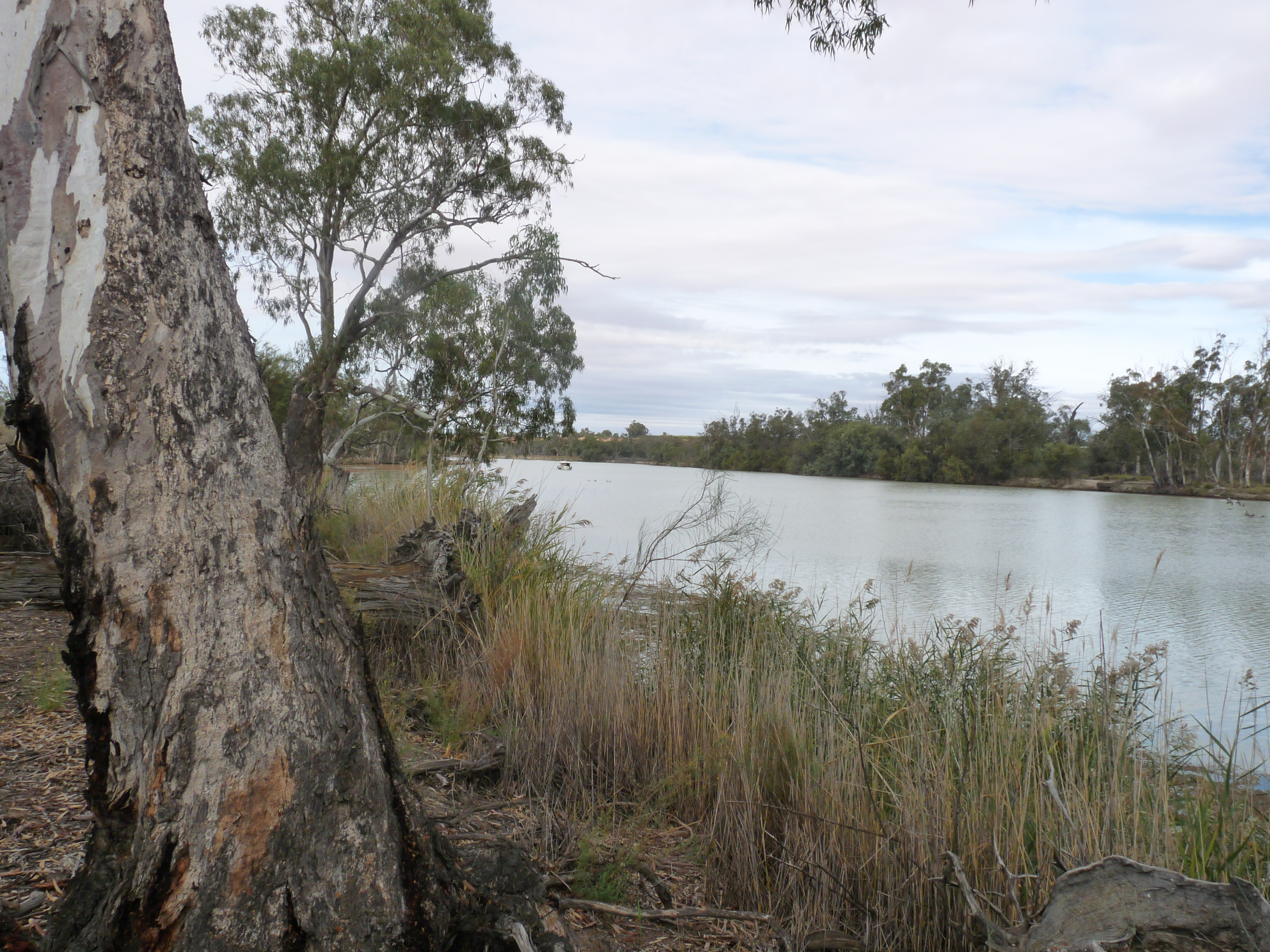
Le Murray à Renmark
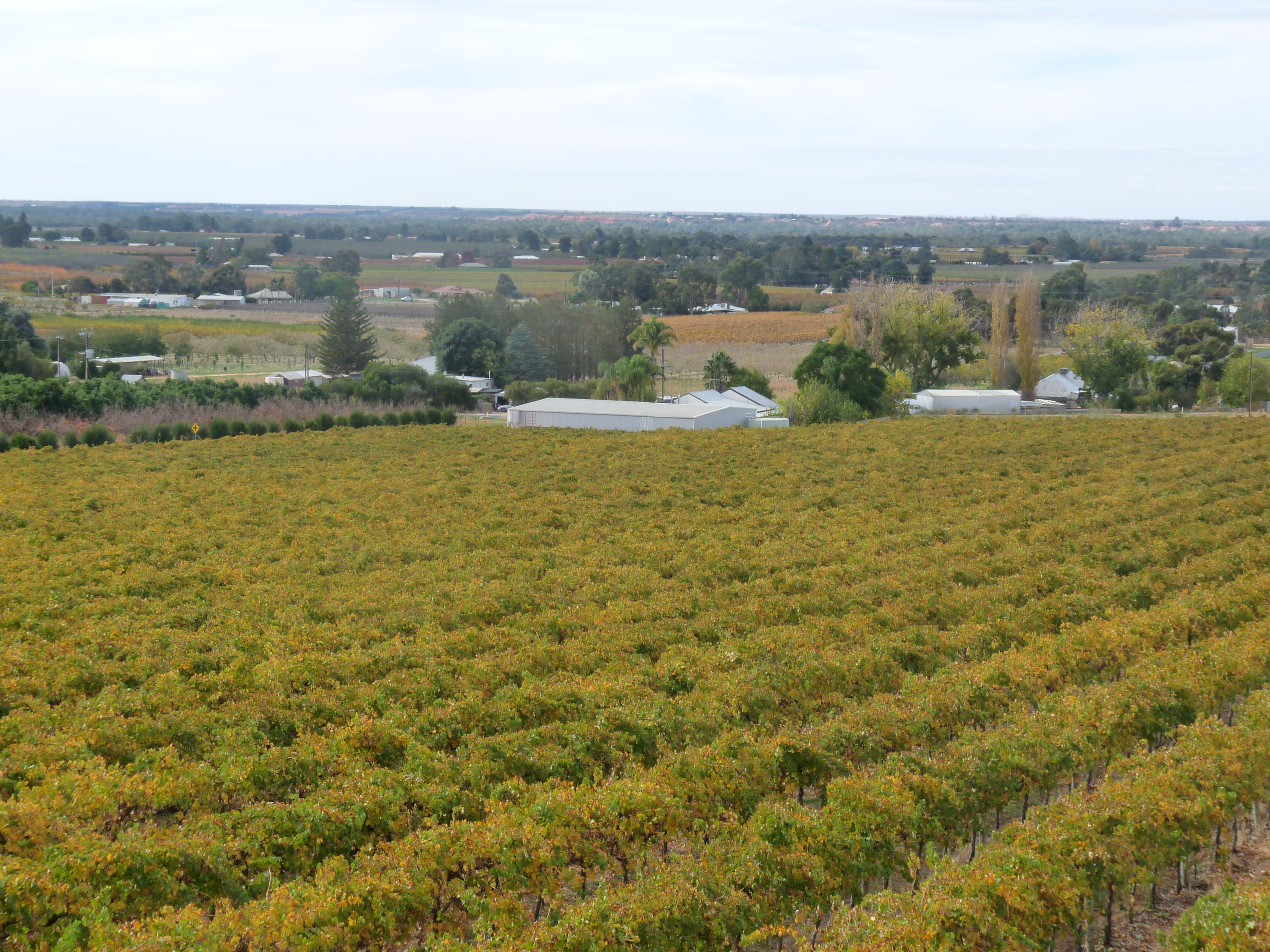
Le vignoble